# بنيامين هنري شيريس
بنيامين هنري شيريس هو طبيب توليد وسياسي من سنغافورة. وُلد في 12 أغسطس 1907 وتوفي في 12 مايو 1981. تولى رئاسة جمهورية سنغافورة من سنة 1971 حتى وفاته، فكان ثاني من تولى هذا المنصب.
وُلد في سنغافورة ودرس في مدرسة سانت أندرو الثانوية، ثم درس الطب في جامعة سنغافورة الوطنية، فعمل طبيبًا للتوليد والأمراض النسائية قبل أن يدخل عالم السياسة. انضم إلى حزب العمل الشعبي وشغل منصب الرئيس بعد يوسف بن إسحاق.
شهدت سنغافورة خلال فترة رئاسته تطورًا اقتصاديًا واجتماعيًا كبيرًا، وحصل على العديد من الجوائز والتكريمات، بما في ذلك نيشان الصليب الأعظم لرهبانية الحمام من رتبة فارس.